# 羽田町
羽田町（はねだまち）は、東京府荏原郡にかつて存在した町である。現在の東京都大田区の南東部に位置し、おおむね現在の京急空港線の沿線にあたる。穴守稲荷神社を中心とした東京近郊の一大観光地として栄えた。

## 地理
- 海：東京湾[1]
- 河川：多摩川[1]

## 歴史

### 町村制施行以前の沿革
当該地域については、東糀谷・西糀谷・北糀谷・大森南（旧麹谷村・旧浜竹村・旧下袋村）、萩中（旧萩中村）、羽田・羽田旭町・本羽田（旧羽田猟師町・旧羽田村）、羽田空港（旧鈴木新田）も参照のこと。
- 1693年（元禄6年） - 羽田村から羽田猟師町および萩中村が分かれる[1]。
- 1815年（文化12年） - 羽田猟師町から鈴木新田が分かれる[1]。
- 1843年（天保14年） - 羽田台場が築かれる[1]。
- 1879年（明治12年）4月 - 浜竹村と下袋村が糀谷村に合併する[2]。

### 町村制施行から東京市編入までの沿革
- 1889年（明治22年）5月1日 - 町村制の施行に伴い、東京府荏原郡麹谷村・萩中村・羽田猟師町・羽田村・鈴木新田の全域が合併し、東京府荏原郡羽田村が発足[3]。
- 1894年（明治27年） - 鈴木新田内にナトリウム冷鉱泉が湧き出し、以後首都近郊の臨海保養地として発展する[4]。
- 1902年（明治35年）6月28日 - 京浜電気鉄道の羽田支線（穴守線）の糀谷駅、大鳥居駅[5]および（旧）穴守駅が開業[6]。
- 1907年（明治40年）10月8日 - 羽田村が町制施行して東京府荏原郡羽田町となる[7][注釈 1]。羽田村が町に昇格した所以は穴守稲荷のご利益が大いにあるとする当時の新聞記事も残っている[9]。当時荏原郡内で町制を施行していたのは、品川と大森だけであり、大井や大崎、蒲田、目黒、世田ヶ谷などよりも早い町制施行であった。
- 1909年（明治42年） - 京浜電鉄が、陸上トラック・野球場・テニスコート・弓道場・土俵のほか、花壇や遊園地も兼ね備えた羽田運動場（野球場）を鈴木新田に開設する。
- 1911年（明治44年）7月5日 - 京浜電鉄が、羽田穴守海水浴場を鈴木新田に開設する。
- 1912年（明治45年）4月1日 - 「東京府神奈川県境界変更に関する法律」が施行され、鈴木新田、羽田、羽田猟師町の各一部が神奈川県橘樹郡大師河原村に編入され分離する。
- 1913年（大正2年）12月31日 - 穴守線が延伸され、鈴木新田に（新）穴守駅が移設される[6]。
- 1914年（大正3年） - （旧）穴守駅付近に羽田駅が開業。
- 1915年（大正4年）1月 - 羽田駅を穴守方面へ移設、稲荷橋駅に改称[5]。
- 1917年（大正6年）1月4日 - 玉井清太郎と相羽有によって「日本飛行学校」[注釈 2]と「日本飛行機製作所」が、鈴木新田に設立される[10]。
- 1927年（昭和2年）7月 - 競馬規程に基づく競馬場として、入船耕地（現在の東京都大田区東糀谷6丁目、大田区立羽田中学校付近）に羽田競馬場が開設される。（のちの1932年には、近隣の鈴木新田の東にある御台場（羽田御台場・鈴木御台場・猟師町御台場）へ移転した。）
- 1929年（昭和4年）12月24日 - 昭和の御大典を機に穴守稲荷神社が村社へ昇格。
- 1931年（昭和6年）8月25日 - それまで立川にあった東京飛行場が鈴木新田北側に移転開港した。
- 1932年（昭和7年）10月1日 - 荏原郡全域が東京市に編入。羽田町の区域は東京府東京市蒲田区となる[3]。
羽田町域は蒲田区内の、羽田一丁目から三丁目[注釈 3]、羽田本町、羽田鈴木町、羽田穴守町、羽田江戸見町、糀谷町一丁目から五丁目、北糀谷町、萩中町、羽田御台場、鈴木御台場、猟師町御台場の各町へ編入された[12]。
1932年（昭和7年）4月26日に、東京市から東京府へと提出（内申）された市域拡張案では、大森町・入新井町とともに大森区となる予定であった。

### 東京市編入以後の沿革
- 1943年（昭和18年）7月1日 - 東京都制により東京府と統合されて東京市は廃止。東京都蒲田区となる。
- 1947年（昭和22年）3月15日 - 蒲田区が大森区と合併し、東京都大田区となる[13]。

## 行政

### 町村長
| 代 | 氏名           | 就任年月日                 | 退任年月日                | 備考                             |
| -- | -------------- | -------------------------- | ------------------------- | -------------------------------- |
| 1  | 三尾七郎右衛門 | 1889年（明治22年）7月1日   | 1890年（明治23年）2月28日 | 羽田村発足                       |
| 2  | 三尾金助       | 1890年（明治23年）3月12日  | 1893年（明治26年）4月8日  |                                  |
| 3  | 木口直次郎     | 1893年（明治26年）11月15日 | 1894年（明治27年）8月29日 |                                  |
| 4  | 指田嘉右衛門   | 1895年（明治28年）7月17日  |                           |                                  |
| 5  | 丸尾善作       | 1901年（明治34年）8月      |                           |                                  |
| 6  | 小野藤兵衛     | 1907年（明治40年）5月      | 1910年（明治43年）3月     | 就任中に町制施行                 |
| 7  | 大竹繁         | 1910年（明治43年）3月      |                           |                                  |
| 8  | 伊藤三右衛門   | 1914年（大正3年）4月       |                           |                                  |
| 9  | 木田重寛       | 1915年（大正4年）10月      |                           | 1914年10月から職務管掌として任務 |
| 10 | 吉澤家久       | 1920年（大正9年）9月       |                           |                                  |
| 11 | 石田小太郎     | 1926年（大正15年）5月      |                           |                                  |
| 12 | 石井仲蔵       | 1928年（昭和3年）8月       |                           | 羽田町廃止                       |

## 地名
各大字内の箇条書きは小字名を示す。小字名および現在の町名の出典は『地図でみる大田区(1)』142-143頁による。なお、旧町域には羽田旭町も含まれるが、同書には記載がない。

### 大字羽田
現在の町名：本羽田、羽田二・三・六丁目
- 西馬場耕地（現：本羽田）
- 駿河耕地（現：本羽田）
- 四町歩耕地（現：本羽田）
- 畑耕地（現：本羽田）
- 尾崎耕地（現：本羽田）
- 久我耕地（現：本羽田）
- 前耕地（現：羽田二丁目）
- 美濃谷耕地（現：羽田二丁目）
- 裏耕地（現：羽田二丁目）
- 旭耕地（現：羽田二丁目）
- 表通（現：羽田三丁目）
- 東耕地（現：羽田六丁目）

### 大字羽田猟師町
現在の町名：羽田六丁目、羽田空港二丁目
- 東通（現：羽田六丁目）
- 旭（現：羽田六丁目）
- 鈴木耕地（現：羽田六丁目）
- 御台場（現：羽田空港二丁目）

### 大字鈴木新田
現在の町名：羽田空港一 - 二丁目
- 江戸見崎（現：羽田空港一丁目）
- 江戸見崎北ノ方（現：羽田空港一丁目）
- 宮ノ下（現：羽田空港二丁目）
- 鈴納耕地（現：羽田空港二丁目）
- 巽ノ方（現：羽田空港二丁目）
- 明神崎（現：羽田空港二丁目）
- 辰巳之方（現：羽田空港二丁目）
- 堤方東南（現：羽田空港二丁目）
- 辰巳島（現：羽田空港二丁目）
- 御台場（現：羽田空港二丁目）
- 御台場耕地（現：羽田空港二丁目）
- 御台場耕地続中堤防ノ内（現：羽田空港二丁目）
- 御台場耕地続中堤防外北ノ方（現：羽田空港二丁目）
- 東崎
- 堤外東北
- 堤外乾続

### 大字糀谷
現在の町名：羽田六丁目、西糀谷、東糀谷、北糀谷、大森南一 - 二丁目、萩中三丁目
- 野崎新田（現：羽田六丁目）
- 西耕地（現：西糀谷）
- 北江名（現：西糀谷）
- 江名耕地（現：西糀谷）
- 内合耕地（現：西糀谷）
- 神明町（現：西糀谷）
- 中新田耕地（現：東糀谷）
- 古新田耕地（現：東糀谷）
- 古新田下耕地（現：東糀谷）
- 南前耕地（現：東糀谷）
- 大新田下耕地（現：東糀谷）
- 入船耕地（現：東糀谷）
- 北前耕地（現：東糀谷）
- 旭耕地（現：東糀谷）
- 中耕地
- 浜竹耕地
- 南耕地
- 糀町
- 北耕地
- 塩場耕地
- 末広耕地
- 新町
- 東
- 大袋
- 川島
- 岡場
- 岡場耕地

### 大字萩中
小字名の出典：
現在の町名：萩中、南蒲田三丁目、本羽田
- 大道下
- 江川
- 北耕地
- 中耕地
- 南耕地
- 天當耕地
- 宮下耕地
- 宮前耕地

## 人口
出典：
- 1920年：14,546人
- 1925年：17,220人
- 1930年：21,390人

## 産業
発足時は漁村であったが、東京市編入時には商業・工業が中心になっていた。
漁業では、主にウナギ、クロダイ、カレイ、アナゴ、エビ、カニ、アサリ、ハマグリを収穫していたほか、海苔を養殖していた。
工場には、コンクリート工場、アルミニウム工場、パイプ工場などがあった。
穴守地域では、東京近郊有数の行楽地を形成していた。明治時代末期には人口が約1万5000人いた羽田町の税収の内、人口700人の穴守地域が2割以上を納めていた。

## 施設
- 穴守稲荷神社 - 旧鈴木新田（現羽田空港付近）村社（神饌幣帛料供進社）。
- 玉川弁財天
- 羽田神社 - 旧羽田猟師町・羽田村（現羽田・羽田旭町・本羽田付近）村社。
- 天祖神社 - 旧萩中村（現萩中付近）村社。
- 八幡神社 - 旧下袋村（現北糀谷・大森南付近）村社。
- 糀谷神社 - 旧麹谷村（現西糀谷・東糀谷付近）村社。
- 東京飛行場
- 日本飛行学校
- 羽田運動場
- 羽田穴守海水浴場 - 海水浴だけでなく、アサリやハマグリの収穫もできた[24]。
- 羽田競馬場
- 羽田穴守三業地

### 教育施設
出典：
- 羽田第一尋常高等小学校
- 羽田第二尋常高等小学校 - 現大田区立糀谷小学校[26]
- 羽田第三尋常小学校
- 羽田尋常夜学校
- 羽田商業公民学校
- 糀谷商業公民学校
- 羽田第一青年訓練所
- 羽田第二青年訓練所
- 金華幼稚園 - 私立
- 羽田保育会羽田託児所 - 1927年6月5日開所。
- 羽田図書館 - 個人経営

## 交通

### 鉄道
- 京浜電気鉄道（現：京浜急行電鉄）
  - 穴守線：糀谷駅 - 大鳥居駅 - 稲荷橋駅（現穴守稲荷駅） - 穴守駅（廃駅）

### バス
- 京浜バス：蒲田駅前 - 穴守（東京飛行場前）[1][27]

### 航路
- 羽田の渡し（六左衛門渡） - 1929年度の利用者数は1日平均208人であった[28]。